# George Wishart

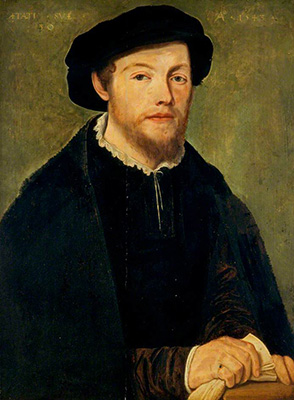
George Wishart

George Wishart (* 1513 in Pitarrow, Kincardineshire; † 1. März 1546 in Edinburgh) war ein schottischer religiöser Reformator und protestantischer Märtyrer.

## Leben
George Wishart wurde etwa 1513 als Sohn des Gutsherrn von Pitarrow, James Wyschart, und seiner Frau Elizabeth Learmont geboren. Er studierte die klassischen alten Sprachen am Kings College in Aberdeen und an der französischen Universität von Louvain oder Leuven, um Priester werden zu können. Danach arbeitete er als Lehrer und Schuldirektor in Montrose, wo er Griechischunterricht erteilte und das Neue Testament in Griechisch unterrichtete. 1536 übersetzte er das Erste Helvetische Bekenntnis, die erste reformierte Bekenntnisschrift der Schweiz, ins Englische.
1538 wurde er von John Hepburn, dem Bischof von Brechin, der Ketzerei angeklagt, weil er seine Schüler die Bibel in den Grundsprachen lesen ließ. Daher floh er 1539 zuerst ins englische Cambridge, wo er Hugh Latimer kennenlernte, dann nach Bristol, später nach Deutschland und in die Schweiz, wo er ein Anhänger des Genfer Reformators Jean Calvin wurde.
1543 kehrte er wieder auf die Britischen Inseln zurück, wo er kurz am Corpus Christi College in Cambridge weiterzustudieren und zu lehren begann. 1544 begab er sich erneut nach Schottland und predigte in Montrose, Dundee und an weiteren Orten im Westen Schottlands. Er lernte dabei John Knox kennen und wurde dessen Mentor und geistlichen Vater. Dieser wurde ihm zum engen Vertrauten, Freund und galt als dessen Leibwächter, da er zu dessen Schutz seinen Bihänder immer mit sich führte.
George Wishart predigte noch bis etwa 1546 den neuen evangelischen Glauben und kümmerte sich um die Kranken und Armen. Danach wurde er von Kardinal David Beaton, dem Anführer der anti-protestantischen Bewegung, zuerst der Ketzerei beschuldigt, verfolgt, in Ormiston bei East Lothian in der Nähe Edinburghs und in St. Andrews eingekerkert, von John Lauder angeklagt, verurteilt, am 1. März 1546 gehängt und anschließend auf dem Scheiterhaufen in St. Andrews verbrannt. John Knox blieb bis zu seinem Tode an seiner Seite, trat jedoch nicht vor Gericht auf.
Zwölf Wochen später, am 29. Mai nahm eine Gruppe Protestanten das Schloss St. Andrews ein, zur Vergeltung töteten sie den Kardinal David Beaton in seinem Schlafgemach und hängten seinen toten Körper über die Festungsmauer. Es soll zudem die Geburtsstunde der reformierten Church of Scotland gewesen sein.